# Josep Maria Mas i Casas
Josep Maria Mas i Casas (Manresa, 1803 - Manresa, 1883) fou un escriptor, historiador i polític manresà.
De procedència unionista, ja havia estat regidor durant el període isabelí, entre el 1852 i 1858. Amb el Sexenni Democràtic, fou candidat suplent a la junta revolucionària definitiva i elegit regidor a les eleccions municipals d'octubre de 1868. Va ser alcalde de Manresa fins a l'octubre de 1869.